# Red Funnel
Red Funnel (fullständigt namn Southampton Isle of Wight and South of England Royal Mail Steam Packet Company Limited), är ett brittiskt rederi som bedriver reguljär båttrafik mellan staden Southampton och ön Isle of Wight i den södra delen av England. Red Funnel äger tre passagerarfärjor och tre katamaranfärjor.
Hela flottan korsar Solentsundet till antingen East Cowes (passargerarfärjorna) eller Cowes (katamarnerna).

## Flotta

### Passagerarfärjor
Tre färjor ingår i Red Funnels bil- och passgerar-flotta. Samtliga tre färjor byggdes mellan åren 1994-1996 av Ferguson Shipbuilders i Glasgow, Skottland. År 2003-2005 gjordes omfattande renoveringar, då både längden och höjden ökades, i Gdańsk, Polen av alla tre färjor.
Alla trafikerar ruten mellan Southampton och East Cowes. Den tar ungefär en timme för alla tre att korsa Solentsundet.
|  |  |  |

### Katamaranfärjor
Tre katamaraner ingår i Red Funnels höghastighets-flotta. Red Jet 3 byggdes år 1998 av FBM Marine på Isle of Wight. År 2003 byggdes Red Jet 4 av North West Bay Ships i Tasmanien. Red Jet 5 byggdes år 1999 av Pequot River Shipworks i Connecticut, USA. Båten tillhörde ett bahamiskt färjeföretag innan båten köptes begagnad av Red Funnel år 2010.
Alla trafikerar ruten mellan Southampton och Cowes. Det tar ungefär 22 minuter att korsa Solentsundet för de tre katamaranerna.
|  |  |  |